# اندری کیسلنکو
اندری کیسلنکو (اوکراینی: Кисленко Андрей Вячеславович؛ زادهٔ ۲۰ مارس ۱۹۸۲) بازیکن فوتبال اهل اوکراین است.